# Associazione Sportiva Dilettantistica Mozzanica 2017-2018
Questa voce raccoglie le informazioni riguardanti l'Associazione Sportiva Dilettantistica Mozzanica, riportata non ufficialmente anche come Atalanta Mozzanica Calcio Femminile Dilettantistico, nelle competizioni ufficiali della stagione 2017-2018.

## Organigramma societario
Area tecnica
- Allenatore: Elio Garavaglia
- Preparatore: Simone Lanzani
- Preparatore portieri: Marco Sacco
- Assistente tecnico: Davide Lunghi
- Team Manager: Claudio Salviti

Area sanitaria
- Medico sociale: Cristina Morelli
- Massio-fisioterapista: Angelo Grippa

## Rosa
Rosa come da sito societario.
| N. |                   | Ruolo | Calciatrice           |
| -- | ----------------- | ----- | --------------------- |
| 3  | Italia (bandiera) | D     | Michela Ledri         |
| 4  | Italia (bandiera) | C     | Daniela Stracchi      |
| 5  | Italia (bandiera) | D     | Eleonora Piacezzi     |
| 7  | Italia (bandiera) | A     | Giorgia Pellegrinelli |
| 8  | Italia (bandiera) | C     | Lisa Alborghetti      |
| 10 | Italia (bandiera) | C     | Andrea Scarpellini    |
| 11 | Italia (bandiera) | A     | Valeria Pirone        |
| 14 | Italia (bandiera) | C     | Giulia Fusar Poli     |
| 15 | Italia (bandiera) | A     | Sara Baldi            |
| 16 | Italia (bandiera) | D     | Federica Rizza        |

| N. |                       | Ruolo | Calciatrice           |
| -- | --------------------- | ----- | --------------------- |
| 18 | Portogallo (bandiera) | A     | Carolina Mendes       |
| 19 | Italia (bandiera)     | C     | Cecilia Re            |
| 21 | Italia (bandiera)     | D     | Giorgia Motta         |
| 22 | Italia (bandiera)     | A     | Valeria Monterubbiano |
| 24 | Italia (bandiera)     | D     | Giulia Rizzon         |
| 31 | Svizzera (bandiera)   | P     | Gaëlle Thalmann       |
| 95 | Italia (bandiera)     | P     | Margherita Salvi      |
|    | Italia (bandiera)     | D     | Michela Verzeletti    |
|    | Italia (bandiera)     | C     | Giulia Mandelli       |
|    | Italia (bandiera)     | C     | Silvia Marchesi       |

## Calciomercato
| Acquisti | Acquisti              | Acquisti        | Acquisti |
| R.       | Nome                  | da              | Modalità |
| -------- | --------------------- | --------------- | -------- |
| P        | Margherita Salvi      | Orobica         | [ 5 ]    |
| P        | Gaëlle Thalmann       | AGSM Verona     | [ 6 ]    |
| D        | Eleonora Piacezzi     | Cuneo           | [ 7 ]    |
| C        | Cecilia Re            | Lady Buccaneers | [ 8 ]    |
| A        | Valeria Monterubbiano | L.F. Jesina     | [ 9 ]    |
| A        | Carolina Mendes       | Grindavík       | [ 10 ]   |

| Cessioni | Cessioni           | Cessioni     | Cessioni   |
| R.       | Nome               | a            | Modalità   |
| -------- | ------------------ | ------------ | ---------- |
| P        | Alessia Capelletti | Inter Milano | prestito   |
| P        | Alessia Gritti     | Valpolicella | [ 11 ]     |
| D        | Francesca Tonani   |              | svincolata |
| C        | Angela Locatelli   | Inter Milano | [ 12 ]     |
| A        | Valentina Giacinti | Brescia      | [ 11 ]     |

## Risultati

### Serie A

#### Girone di andata
| Arbitro: | Anna Scapolo (Padova) |

|  |           |                              |
|  | Marcatori | 6’, 87’ Bonansea 20’ Glionna |

| Arbitro: | Andrè Scialla (Vicenza) |

|                                           |           |                                      |
| Clelland 29’, 40’, 45’ Brumana 62’, 90+2’ | Marcatori | 69’ Alborghetti 90’ (aut.) Camporese |

| Arbitro: | Stefania Menicucci (Lanciano) |

|  |           |           |
|  | Marcatori | 6’ Pirone |

| Arbitro: | Silvia Gasperotti (Rovereto) |

|  |           |           |
|  | Marcatori | 70’ Acuti |

| Arbitro: | Andrea Faccini (Parma) |

|                    |           |                 |
| Þorvaldsdóttir 14’ | Marcatori | 18’, 50’ Pirone |

| Arbitro: | Simone Battiato (Genova) |

|                                         |           |  |
| Pirone 10’, 57’ Mendes 26’ Stracchi 79’ | Marcatori |  |

| Arbitro: | Luca Selvatici (Rovigo) |

|              |           |                                   |
| Oliviero 38’ | Marcatori | 37’ Alborghetti 70’ Monterubbiano |

| Arbitro: | Aleksandar Djurdjevic (Trieste) |

|                   |           |                                 |
| Monterubbiano 53’ | Marcatori | 77’ (rig.) Girelli 80’ Giacinti |

| Scandicci 16 dicembre 2017, ore 14:30 CET 9ª giornata | Fiorentina              | 0 – 0 referto | Mozzanica | Stadio comunale (ca. 50 spett.)\| Arbitro: \| Fabrizio Pacella (Roma) \| |
| Arbitro:                                              | Fabrizio Pacella (Roma) |               |           |                                                                          |

| Arbitro: | Christophe Barmasse (Aosta) |

|                        |           |                             |
| Mendes 2’ Stracchi 22’ | Marcatori | 35’ Quadrelli 90+4’ Pugnali |

| Arbitro: | Matteo Canci (Carrara) |

|          |           |                                        |
| Boni 44’ | Marcatori | 63’ Pirone 79’, 84’ (rig.) Alborghetti |

#### Girone di ritorno
| Arbitro: | Simone Trevisan (Mestre) |

|                                     |           |  |
| Bonansea 17’ Glionna 19’ Caruso 73’ | Marcatori |  |

| Arbitro: | Dylan Marin (Portogruaro) |

|                                                                       |           |                          |
| Alborghetti 15’ (rig.) Pirone 67’ Pellegrinelli 70’ Monterubbiano 85’ | Marcatori | 41’ Camporese 64’ Frizza |

| Arbitro: | Stefano Grassi (Forlì) |

|                        |           |  |
| Alborghetti 69’ (rig.) | Marcatori |  |

| Arbitro: | Agostino De Santis (Campobasso) |

|  |           |                                      |
|  | Marcatori | 44’ (rig.), 90+1’ (rig.) Alborghetti |

| Mozzanica 17 marzo 2018, ore 15:00 CET 16ª giornata | Mozzanica                   | 0 – 0 referto | AGSM Verona | Stadio comunale\| Arbitro: \| Riccardo Cannata (Collegno) \| |
| Arbitro:                                            | Riccardo Cannata (Collegno) |               |             |                                                              |

| Arbitro: | Stefania Menicucci (Lanciano) |

|  |           |                              |
|  | Marcatori | 28’ Pellegrinelli 80’ Pirone |

| Arbitro: | Aleksandar Djurdjevic (Trieste) |

|                              |           |  |
| Pellegrinelli 19’ Mendes 87’ | Marcatori |  |

| Arbitro: | Andrè Scialla (Vicenza) |

|                          |           |                                                |
| Giacinti 28’ Hendrix 90’ | Marcatori | 77’ Monterubbiano 81’ Alborghetti 90+3’ Mendes |

| Arbitro: | Alessandro Negrelli (Finale Emilia) |

|  |           |             |
|  | Marcatori | 50’ Zazzera |

| Arbitro: | Mauro Stabile (Padova) |

|                    |           |                                                |
| Tucceri Cimini 70’ | Marcatori | 52’ Monterubbiano 63’ Alborghetti 88’ Piacezzi |

| Arbitro: | Deborah Bianchi (Prato) |

|                                         |           |                                |
| Mendes 32’ Pirone 69’ Monterubbiano 70’ | Marcatori | 23’ De. Mascanzoni 84’ Fuselli |

### Coppa Italia

#### Primo turno
Accoppiamento A7
| Arbitro: | Stefano Re Depaolini (Legnano) |

|  |           |                                   |
|  | Marcatori | 40’ Pellegrinelli 90’ Alborghetti |

| Arbitro: | Luca Selvatici (Rovigo) |

|                                                                                      |           |  |
| Pirone 3’, 69’ Monterubbiano 29’, 31’ Piacezzi 54’ Alborghetti 70’ Stracchi 74’, 85’ | Marcatori |  |

#### Secondo turno
| Arbitro: | Marco Manicardi (Modena) |

|                                                                                    |           |                                 |
| Pellegrinelli 22’, 39’ Pirone 42’ Re 47’ Stracchi 69’ Piacezzi 86’ Alborghetti 88’ | Marcatori | 21’ Landa 50’ Sironi 73’ Arosio |

#### Terzo turno
| Arbitro: | Simone Di Renzo (Bolzano) |

|                                      |           |            |
| Dupuy 75’ Kongoulī 79’ Fishley 90+2’ | Marcatori | 18’ Mendes |

## Statistiche

### Statistiche di squadra
| Competizione | Punti | In casa | In casa | In casa | In casa | In casa | In casa | In trasferta | In trasferta | In trasferta | In trasferta | In trasferta | In trasferta | Totale | Totale | Totale | Totale | Totale | Totale | DR  |
| Competizione | Punti | G       | V       | N       | P       | Gf      | Gs      | G            | V            | N            | P            | Gf           | Gs           | G      | V      | N      | P      | Gf     | Gs     | DR  |
| ------------ | ----- | ------- | ------- | ------- | ------- | ------- | ------- | ------------ | ------------ | ------------ | ------------ | ------------ | ------------ | ------ | ------ | ------ | ------ | ------ | ------ | --- |
| Serie A      | 42    | 11      | 5       | 2       | 4       | 17      | 13      | 11           | 8            | 1            | 2            | 20           | 14           | 22     | 13     | 3      | 6      | 37     | 27     | +10 |
| Coppa Italia | -     | 2       | 2       | 0       | 0       | 15      | 3       | 2            | 1            | 0            | 1            | 3            | 3            | 4      | 3      | 0      | 1      | 18     | 6      | +12 |
| Totale       | -     | 13      | 7       | 2       | 4       | 32      | 15      | 13           | 9            | 1            | 3            | 23           | 17           | 26     | 16     | 3      | 7      | 55     | 33     | +22 |

### Andamento in campionato
| Giornata  | 1 | 2  | 3 | 4 | 5 | 6 | 7 | 8 | 9 | 10 | 11 | 12 | 13 | 14 | 15 | 16 | 17 | 18 | 19 | 20 | 21 | 22 |
| --------- | - | -- | - | - | - | - | - | - | - | -- | -- | -- | -- | -- | -- | -- | -- | -- | -- | -- | -- | -- |
| Luogo     | C | T  | T | C | T | C | T | C | T | C  | T  | T  | C  | C  | T  | C  | T  | C  | T  | C  | T  | C  |
| Risultato | P | P  | V | P | V | V | V | P | N | N  | V  | P  | V  | V  | V  | N  | V  | V  | V  | P  | V  | V  |
| Posizione | 9 | 10 | 7 | 9 | 6 | 5 | 4 | 5 | 4 | 5  | 5  | 5  | 5  | 5  | 4  | 4  | 4  | 4  | 4  | 5  | 5  | 5  |

Legenda:

Luogo: C = Casa; T = Trasferta. Risultato: V = Vittoria; N = Pareggio; P = Sconfitta.

### Statistiche delle giocatrici
| Giocatore        | Serie A  | Serie A | Serie A     | Serie A    | Coppa Italia | Coppa Italia | Coppa Italia | Coppa Italia | Totale   | Totale | Totale      | Totale     |
| Giocatore        | Presenze | Reti    | Ammonizioni | Espulsioni | Presenze     | Reti         | Ammonizioni  | Espulsioni   | Presenze | Reti   | Ammonizioni | Espulsioni |
| ---------------- | -------- | ------- | ----------- | ---------- | ------------ | ------------ | ------------ | ------------ | -------- | ------ | ----------- | ---------- |
| L. Alborghetti   | 22       | 10      | 0           | 0          | 4            | 3            | 0            | 0            | 26       | 13     | 0           | 0          |
| S. Baldi         | 13       | 0       | 0           | 0          | 4            | 0            | 0            | 0            | 17       | 0      | 0           | 0          |
| G. Fusar Poli    | 6        | 0       | 1           | 0          | 0            | 0            | 0            | 0            | 6        | 0      | 1           | 0          |
| M. Ledri         | 22       | 0       | 0           | 0          | 4            | 0            | 0            | 0            | 26       | 0      | 0           | 0          |
| G. Mandelli      | -        | -       | -           | -          | -            | -            | -            | -            | -        | -      | -           | -          |
| S. Marchesi      | -        | -       | -           | -          | -            | -            | -            | -            | -        | -      | -           | -          |
| C. Mendes        | 16       | 5       | 0           | 0          | 1            | 1            | 0            | 0            | 17       | 6      | 0           | 0          |
| V. Monterubbiano | 18       | 6       | 1           | 0          | 3            | 2            | 0            | 0            | 21       | 8      | 1           | 0          |
| G. Motta         | 22       | 0       | 0           | 0          | 4            | 0            | 0            | 0            | 26       | 0      | 0           | 0          |
| G. Pellegrinelli | 15       | 3       | 1           | 0          | 4            | 3            | 0            | 0            | 19       | 6      | 1           | 0          |
| E. Piacezzi      | 22       | 1       | 2           | 0          | 3            | 2            | 0            | 0            | 25       | 3      | 2           | 0          |
| V. Pirone        | 22       | 9       | 3           | 0          | 3            | 3            | 0            | 1            | 25       | 12     | 3           | 1          |
| C. Re            | 17       | 0       | 0           | 0          | 4            | 1            | 0            | 0            | 21       | 1      | 0           | 0          |
| F. Rizza         | 20       | 0       | 3           | 0          | 4            | 0            | 0            | 1            | 24       | 0      | 3           | 1          |
| G. Rizzon        | 18       | 0       | 2           | 1          | 4            | 0            | 0            | 0            | 22       | 0      | 2           | 1          |
| M. Salvi         | 2        | -1      | 0           | 0          | 1            | -3           | 0            | 0            | 3        | -4     | 0           | 0          |
| A. Scarpellini   | 19       | 0       | 0           | 0          | 4            | 0            | 0            | 0            | 23       | 0      | 0           | 0          |
| D. Stracchi      | 20       | 2       | 0           | 0          | 3            | 3            | 1            | 0            | 23       | 5      | 1           | 0          |
| G. Thalmann      | 20       | -26     | 1           | 0          | 3            | -3           | 0            | 0            | 23       | -29    | 1           | 0          |
| M. Verzeletti    | -        | -       | -           | -          | -            | -            | -            | -            | -        | -      | -           | -          |